# بیلی نیم
بیلی نیم ((به انگلیسی: Billy Name)؛ ۲۲ فوریهٔ ۱۹۴۰ – ۱۸ ژوئیهٔ ۲۰۱۶) طراح نورپردازی، کارگردان و عکاس اهل ایالات متحده آمریکا بود. وی مدتی مسئول بایگانی استودیوی اندی وارهول معروف به کارخانه وارهول بود. آثار عکاسی وی اندی وارهول و کارخانه‌اش، از مستندات مهم دوران هنر مردمی است.